# James Blanchard
James Johnston Blanchard, född 8 augusti 1942 i Detroit, är en amerikansk demokratisk politiker och diplomat. Han representerade delstaten Michigans 18:e distrikt i USA:s representanthus 1975–1983. Han var guvernör i Michigan 1983–1991.
Blanchard avlade kandidatexamen och MBA vid Michigan State University samt juristexamen vid University of Minnesota. Han inledde 1968 sin karriär som advokat i Michigans huvudstad Lansing.
Blanchard blev invald i representanthuset i kongressvalet 1974 med omval 1976, 1978 och 1980. Demokraterna i Michigan nominerade Blanchard i guvernörsvalet 1982 som partiets kandidat. Han vann mot republikanen Richard Headlee och omvaldes 1986 mot William Lucas. I guvernörsvalet 1990 förlorade Blanchard sedan mot utmanaren John Engler. Michael Moore gjorde 1989 Roger och jag, en dokumentärfilm om nedläggningen av General Motors fabrik i Flint, där även Blanchard finns med i sin egenskap av guvernör.
Blanchard var USA:s ambassadör i Ottawa 1993–1996. Hans försök till politisk comeback misslyckades då han förlorade mot Jennifer Granholm i demokraternas primärval inför guvernörsvalet 2002.